# Marg Moll
Pour les articles homonymes, voir Moll.
Marg Moll, née Margarethe Haeffner le 2 août 1884 à Mulhouse en Alsace et morte le 15 mars 1977 à Munich, est une sculptrice, peintre de l'art abstrait et écrivaine allemande.

## Biographie
La formation artistique de Margarethe Haeffner se décompose en plusieurs étapes : elle commence par des cours de peinture à Wiesbaden auprès de Hans Völcker, puis des cours de modelage, de dessins de nus et d'anatomie à l'Institut Städel de Francfort-sur-le-Main auprès de Louise Schmidt. La professeure est l'une des premières dans cette école à avoir étudié la sculpture, considérée alors comme un domaine exclusivement masculin. Elle influence particulièrement Marg Moll qui fera de la sculpture son médium de prédilection. 
Marg Moll suit ensuite l'enseignement d'Oskar Moll. Elle épouse ce dernier l'année suivante et le couple s'installe à Berlin. Elle n'arrête pas pour autant ses études puisqu'elle continue la peinture auprès de Lovis Corinth.   

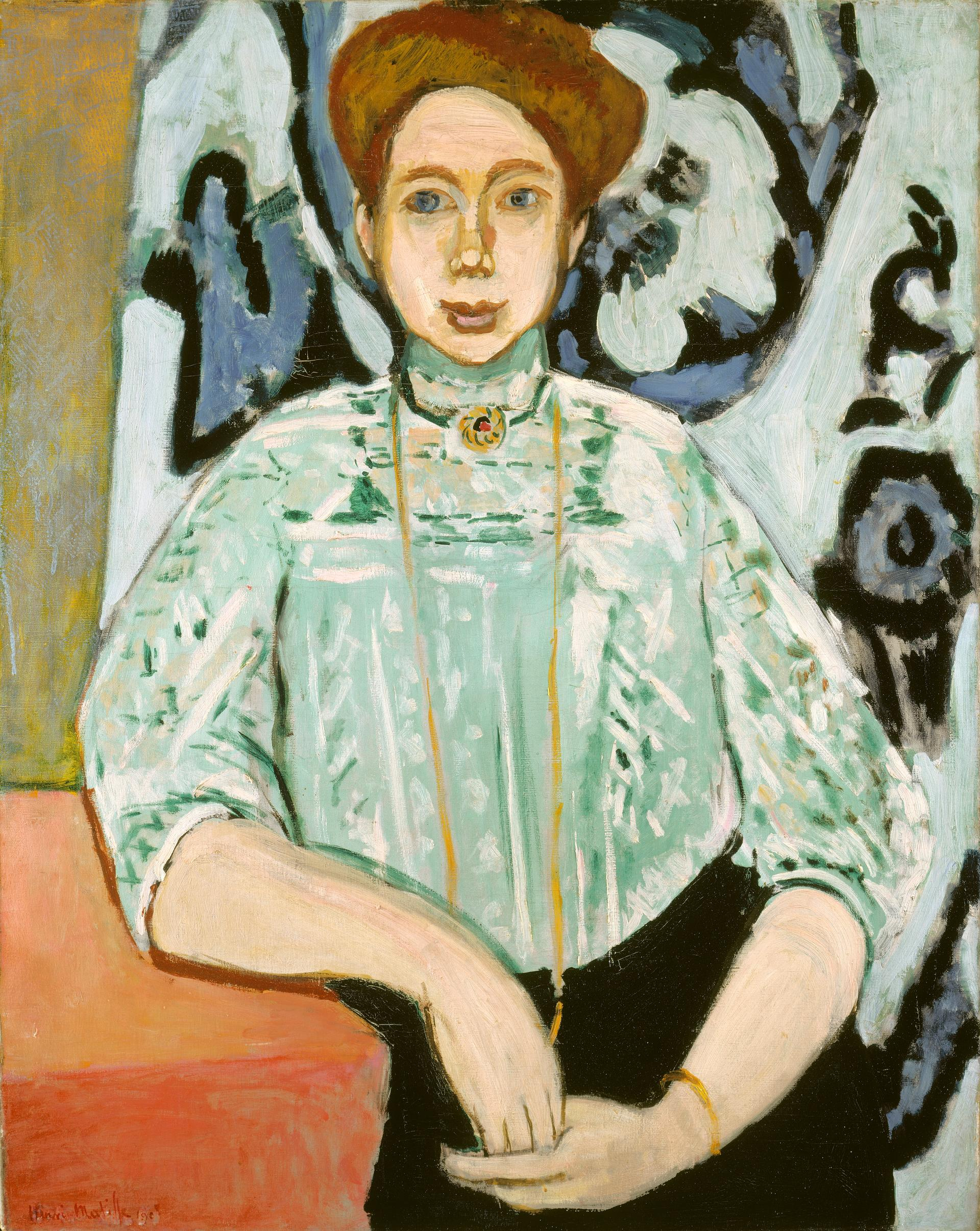
Portrait de Greta Moll, par Henri Matisse.

En 1907, le couple s'installe à Paris où ils font la connaissance d'Henri Matisse. L'intérêt de Moll pour la sculpture s'agrandit : malgré les préjugés de ses collègues masculins, elle décide alors de se concentrer seulement sur la sculpture, notamment pour se différencier du domaine de son mari, la peinture à l'huile. En 1908, elle participe à la création de l'Académie Matisse, une école qui accueille aussi bien les hommes que les femmes. 
Marg Moll est à la fois élève de Matisse et collectionneuse de ses œuvres. C'est pourquoi il lui propose de peindre son portrait. Le Portrait de Greta Moll aura valu à Moll dix séances de trois heures pour être complété. 
Avant la Première Guerre mondiale, ils déménagent à Breslau. À cette époque, elle crée de nombreuses œuvres en bois ou en laiton. 
C'est pour les expositions auxquelles elle participe dans les années 1920 que l'artiste opte pour le surnom plus court de Marg Moll. Elle sera influencée par d'autres sculpteurs rencontrés à Paris, notamment par Alexander Archipenko, Constantin Brancusi ou Ossip Zadkine. En 1928, elle est de nouveau à Paris comme élève de Fernand Léger. Pendant l'entre-deux-guerres, Moll fait partie du Groupe 1940 autour de Fernand Léger avec notamment Robert Delaunay et Albert Gleizes. 
En 1932, avec la fermeture de l'Académie de Breslau, Marg Moll et son époux partent s'installer à Düsseldorf. Après 1933 et l'installation du régime nazi, Marg Moll est considérée comme une artiste de l'art dégénéré. Sa statue Danseuse est même utilisée comme contre-exemple par Hans Zerlett pour le film de propagande nazie Venus vor Gericht de 1941. En 1943, des bombardements détruisent la maison, ainsi que l'entièreté de la collection du couple.  
Après la Seconde Guerre mondiale et à la suite de la mort de son mari en 1947, elle part s'installer au Pays de Galles. Elle rencontre à Londres le sculpteur Henry Moore.
En 1952, elle rentre en Allemagne et s'installe de nouveau à Düsseldorf. Elle continua à sculpter des miniatures en bronze ou sur bois.
En 1969, elle reçoit la croix de commandeure de l'ordre du Mérite de la République fédérale d'Allemagne.
Le 15 mars 1977, elle meurt à Munich et est enterrée aux côtés de son mari au cimetière de Zehlendorf situé à Berlin.
En 2010, lors des fouilles archéologiques sur le tronçon d'une future ligne de métro à Berlin, furent trouvés seize fragments de sculptures entreposées dans un immeuble à l'issue de l'exposition « Art dégénéré », enfouies dans les décombres lors des bombardements de 1944. La sculpture Danseuse en faisait partie ; elle est maintenant conservée au Neues Museum de Berlin.